# ورزشگاه سمپل
 ورزشگاه سمپل (به انگلیسی: Semple Stadium) ورزشگاهی در تورلس، ایرلند است که ورزش هورلینگ که جزئی از اتحادیه ورزش‌های گیلیک است در آن انجام میشود.
این ورزشگاه در سال ۱۹۱۰ میلادی ساخته شده و ظرفیت آن ۵۳٬۰۰۰ نفر است.